# Kupfer(I)-tetraiodomercurat(II)
Kupfer(I)-tetraiodomercurat(II) ist eine anorganische chemische Verbindung aus der Gruppe der ternären diamantartigen Verbindungen.

## Geschichte
Kupfer(I)-tetraiodomercurat(II) wurde zuerst 1931 von J. A. A. Ketclaar synthetisiert und eingehend hinsichtlich seiner Struktur untersucht.

## Gewinnung und Darstellung
Für die Herstellung von Kupfer(I)-tetraiodomercurat(II) gibt es verschiedene Methoden. Es kann zum Beispiel chemisch aus Lösungen durch Reaktion zwischen Kaliumtetraiodomercurat(II) und Kupfer(I)-sulfat oder Kupfer(I)-chlorid hergestellt werden. Die Verbindung wird dabei durch Reduktion einer wässrigen Lösung von Kaliumtetraiodomercurat(II) und Kupfersulfat mit Schwefeldioxid hergestellt.
{\displaystyle {\ce {2 Cu2SO4 + K2[HgI4] + SO2 -> Cu2[HgI4] + K2SO4 + 2 H2SO4}}}

## Eigenschaften

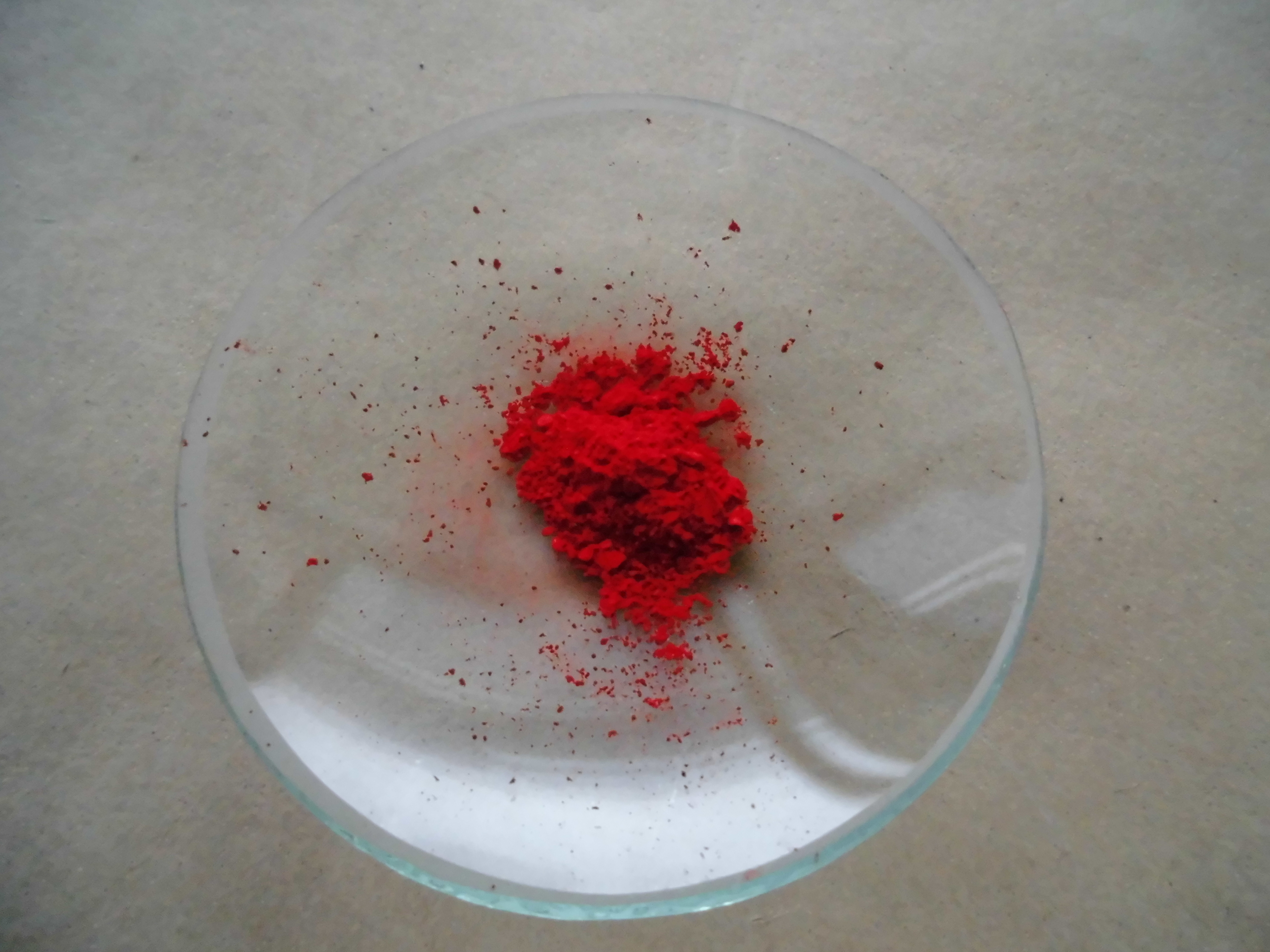
Kupfer(I)-tetraiodomercurat(II) Probe

Die Verbindung kommt in mehreren Modifikationen vor. Die Hochtemperaturform (α-Form) besitzt eine Kristallstruktur ähnlich der Zinkblendestruktur. Bei niedrigen Temperaturen wird die β-Modifikation stabil, die eine tetragonale Struktur mit einer geordneteren Verteilung der Atome besitzt. Beobachtungen zufolge, die sich auf die Farbveränderungen stützen, ist der α/β-Übergang wahrscheinlich kontinuierlich. Dies bedeutet, wenn die Temperatur erhöht wird, findet eine allmähliche Umordnung der Atome statt, und jede dieser beiden Modifikationen enthält beide Arten von Strukturen. Diese Eigenschaft wird als thermochromes Verhalten bezeichnet, das auch beim verwandten Silbertetraiodomercurat(II) auftritt, wobei die Übergangstemperatur bei etwa 70 °C liegt. Bis zu dieser Temperatur liegt die Verbindung als rote β-Form vor und wandelt sich darüber in die schwarze α-Form um. Die Phasenübergänge erfolgen innerhalb weniger Sekunden in beide Richtungen. Beide Phasen können mit einer Kristallstruktur mit der Raumgruppe I42m (Raumgruppen-Nr. 121) beschrieben werden. Oberhalb von 220 °C beginnt die Verbindung, sich in Quecksilber(II)-iodid und Kupferiodid zu zersetzen.
Die ebenfalls existente Hochdruckform besitzt eine hexagonale Kristallstruktur mit der Raumgruppe P31m (Raumgruppen-Nr. 162).

## Verwendung
Kupfer(I)-tetraiodomercurat(II) wird zur Detektion von Überhitzungen an Maschinen verwendet. Die Verbindung kann auch zur Aufzeichnung von Infrarot-Hologrammen eingesetzt werden.